# بابا جونز
بابا جونز بيتزا (بالإنجليزية: Papa John's pizza)‏ أو بابا جونز الدولية للغذاء هي سلسلة مطاعم أمريكية للبيتزا تم تأسيسها في 2 أكتوبر 1984.

## قائمة الدول التي بها فروع

### آسيا وأوقيانوسا
- الصين
- قرغيزستان
- كازاخستان
- باكستان
- الفلبين
- غوام
- كوريا الجنوبية

### أوروبا
- فرنسا
- أيرلندا
- هولندا
- قبرص
- المملكة المتحدة
- إسبانيا
- بولندا
- تركيا
- روسيا
- أذربيجان
- بيلاروس

### الأمريكتين
- الولايات المتحدة
- المكسيك
- الإكوادور
- كولومبيا
- غواتيمالا
- جزر البهاما
- جزر كايمان
- كوستاريكا
- جمهورية الدومينيكان
- السلفادور
- نيكاراغوا
- بنما
- تشيلي
- بوليفيا
- فنزويلا
- ترينيداد وتوباغو
- بيرو
- بورتوريكو

### الشرق الأوسط وشمال إفريقيا
- 🇯🇴 الاردن
- تونس
- الإمارات العربية المتحدة
- كردستان العراق
- البحرين
- مصر
- الكويت
- المغرب
- قطر
- السعودية
- عُمان
- إسرائيل

## وصلات خارجية
- الموقع الرسمي